# Flugtafs
Flugtafs är den spets av nylon som fästes längst fram på en fluglina. På flugtafsen knyts sedan flugan. Det finns flera metoder för att fästa tafsen vid fluglinan. Vanligast förr var att knyta en knut på tafsen som nyper åt runt fluglinan. Moderna flugtafsar finns i många olika längder och egenskaper och det är numera vanligt att flugtafsen fästs till fluglinan med en ögla som antingen knyts på fluglinan eller en lös ögla som skarvas fast på fluglinan med en plasthylsa och lim.
Flugtafsen är normalt nio fot lång. Flugtafsar till sjunklinor kan vara kortare. Flugtafsar till laxfiske med flytande linor kan ibland vara upp till fem meter. För laxfiske används ofta flera olika tafsar med olika sjunkhastighet beroende på vattenföringen i den laxälv man fiskar i. Genomgående för alla tafsar är att de är tjockare i den ända som fästs vid fluglinan för att energin i fluglinan ska kunna föras över till tafsen vid utkastet i en rullande rörelse. Tafsen avsmalnar sedan mot spetsen till den tjocklek som är lämplig för det fiske som bedrivs. För fiske med korta spön på 5-9 fot och lätta linor i AFTM 3-6 efter öring och harr i små vatten kan tafsen ibland vara så tunn som 0,15 mm medan en tafsspets på 0,45 mm används till laxfiske med långa tvåhandsspön på 12-16 fot och linor i AFTM 9 - 12 i en stor älv.